# The Black Album (Jay-Z)
The Black Album è l'ottavo album in studio del rapper statunitense Jay-Z, pubblicato il 14 novembre 2003 dalla Roc-A-Fella Records.
Accolto positivamente dalla critica, oltre ad essere un clamoroso successo commerciale, l'album debutta alla prima posizione con circa 463 000 copie vendute nella prima settimana e oltre quattro milioni in totale. Su Metacritic ottiene un punteggio di 84/100 basato su 19 recensioni.
Pubblicizzato come il suo ultimo disco prima del ritiro dalle scene musicali, tema ricorrente nei brani, The Black Album è stato pubblicato anche in una versione a cappella con l'intento di incitare altri musicisti a realizzare mash-up e remix della musica di Jay-Z. Il rapper tornerà in scena nel 2006.

## Descrizione e ricezione
(Toure, Rolling Stone, 19 novembre 2003)
| Recensione           | Giudizio   |
| -------------------- | ---------- |
| AllMusic             |            |
| Robert Christgau     | A          |
| Entertainment Weekly | B+         |
| RapReviews           |            |
| PopMatters           |            |
| Q                    |            |
| NME                  |            |
| The A.V. Club        | favorevole |
| Vibe                 |            |
| Pitchfork            |            |
| Rolling Stone        |            |
| The Guardian         |            |

Il disco è il più personale e puro del rapper, non presenta ospiti aggiuntivi accreditati, ed è paragonabile ai suoi sforzi migliori come Reasonable Doubt e The Blueprint.
Alla produzione c'è un cast stellare composto da Kanye West, Just Blaze, Timbaland, 9th Wonder, Rick Rubin, Eminem e The Neptunes.
The Black Album è pubblicizzato come il suo ultimo lavoro prima del ritiro dalle scene musicali.
The Black Album esordisce al primo posto nella Billboard 200 vendendo 463 000 copie fisiche nella sua prima settimana e 3 516 000 copie al luglio 2013, diventando uno degli album più venduti del decennio secondo Billboard.
Nel 2005 è nominato ai Grammy come miglior album rap. Rolling Stone lo inserisce nella sua lista dei 500 migliori album di sempre al numero 349, mentre Pitchfork lo classifica al novantesimo posto nella sua lista dei 200 migliori album del decennio.

## Tracce
1. Interlude – 1:21
2. December 4th – 4:32 (Shawn Carter, Justin Smith, Walter Boyd, Elijah Powell)
3. What More Can I Say – 4:55 (Shawn Carter, Andre Gonzalez, Jamal Johnson, Thom Bell, Kenneth Gamble, Roland Chambers)
4. Encore – 4:11 (Shawn Carter, Kanye West)
5. Change Clothes – 4:18 (Shawn Carter, Pharrell Williams, Chad Hugo)
6. Dirt Off Your Shoulder – 4:05 (Shawn Carter, Timothy Mosley)
7. Threat – 4:05 (Shawn Carter, Patrick Douthit, Robert Kelly)
8. Moment of Clarity – 4:24 (Shawn Carter, Marshall Mathers, Steve King, Luis Resto)
9. 99 Problems – 3:54 (Shawn Carter, Rick Rubin, Norman Landsberg, Felix Pappalardi, John Ventura, Leslie Weinstein, William Squier, Tracy Marrow, Alphonso Henderson)
10. Interlude – 2:54 (Shawn Carter, Justin Smith, Raymond Levin)
11. Justify My Thug – 4:04 (Shawn Carter, David Blake, Darryl McDaniels, Joseph Simmons, Lawrence Smith, Ingrid Chavez, Lenny Kravitz, Madonna Ciccone)
12. Lucifer – 3:12 (Shawn Carter, Kanye West, Rainford Perry, Maxie Smith)
13. Allure – 4:52 (Shawn Carter, Pharrell Williams, Chad Hugo)
14. My 1st Song – 4:45 (Shawn Carter, Nicholas McCarrell, Germaín de La Fuente)

## Formazione
Musicisti
- Jay-Z – voce
- Vincent "Hum V" Bostic – voce aggiuntiva (traccia 3)
- John Legend, Don Crawley, Leonard Harris, Kanye West – voci aggiuntive (traccia 4)
- Danee Doty – voce aggiuntiva (traccia 5)
- Cedric the Entertainer – voce aggiuntiva (traccia 7)
- Steve King – chitarra e basso (traccia 8)
- Luis Resto – tastiera (traccia 8)
- Jason Lader – programmazione (traccia 9)
- Sharlotte Gibson – voce aggiuntiva (traccia 11)
- Keenan "Kee Note" Holloway – basso (traccia 12)

Produzione
- Just Blaze – produzione (tracce 1, 2 e 10)
- David Brown – registrazione (tracce 2 e 10), assistenza al missaggio (tracce 12 e 14)
- Gimel "Young Guru" Keaton – missaggio (tracce 2, 4, 7, 10, 12, 13 e 14), registrazione (tracce 3, 4, 5, 7, 8, 10, 11, 12, 13 e 14)
- The Buchannans – produzione (traccia 3)
- Supa Engineer DURO – missaggio (traccia 3)
- Kanye West – produzione (tracce 4 e 12)
- Jimmy Douglas – missaggio (tracce 4, 6)
- The Neptunes – produzione (tracce 5 e 13)
- Rich Travali – missaggio (traccia 5)
- Timbaland – produzione (traccia 6)
- Demacio "Demo" Castellon – registrazione (traccia 6)
- Marcella "Lago" Araica – assistenza al missaggio (traccia 6)
- 9th Wonder – produzione (traccia 7)
- David Brown – assistenza tecnica (traccia 7)
- Eminem – produzione e missaggio (traccia 8)
- Luis Resto – produzione aggiuntiva (traccia 8)
- Steve King – registrazione e missaggio (traccia 8)
- Mike Strange – registrazione (traccia 8)
- Rick Rubin – produzione e missaggio (traccia 9)
- Andrew Scheps – registrazione e missaggio (traccia 9)
- DJ Quik – produzione e missaggio (traccia 11)
- Darrell Thorp – ingegneria al missaggio (traccia 11)
- Chris Steflene – assistenza al missaggio (traccia 11)
- Aqua, Joe "3H" Weinberger – produzione (traccia 14)
- Shawn Carter – produzione esecutiva
- Damon Dash – produzione esecutiva
- Kareem "Biggs" Burke – produzione esecutiva
- Tony Dawsey – mastering

## Classifiche

### Classifiche settimanali
| Classifica (2003)         | Posizione massima |
| ------------------------- | ----------------- |
| Belgio (Vallonia)         | 97                |
| Francia                   | 66                |
| Germania                  | 47                |
| Norvegia                  | 18                |
| Paesi Bassi               | 66                |
| Regno Unito               | 34                |
| Stati Uniti               | 1                 |
| Stati Uniti (R&B/hip-hop) | 1                 |
| Stati Uniti (rap)         | 1                 |
| Svezia                    | 41                |
| Svizzera                  | 29                |

### Classifiche di fine anno
| Classifica (2003)         | Posizione massima |
| ------------------------- | ----------------- |
| Stati Uniti               | 145               |
| Stati Uniti (R&B/hip-hop) | 52                |
| Classifica (2004)         | Posizione massima |
| Stati Uniti               | 11                |
| Stati Uniti (R&B/hip-hop) | 3                 |